# I Like to Move It
I Like to Move It is een single van het hiphop duo Reel 2 Real, uitgebracht in 1994.
Hij stond 4 weken lang op nummer 1 in de Nederlandse Top 40 van de totaal 19 weken in de hitlijst.
Het liedje is ook gebruikt in de film Madagascar.

## Tracks

### Cd-single
1. "I Like to Move It" (radio bewerking) — 3:52
2. "I Like to Move It" (meer instrumentaal) — 3:57

### Cd maxi
1. "I Like to Move It" (radio bewerking) — 3:52
2. "I Like to Move It" (UK vocal house remix) — 5:47
3. "I Like to Move It" (UK moody house remix) — 5:05
4. "I Like to Move It" (Reel 2 Reel dub) — 4:25

## Gebruik in andere media
- 2005 - In de film Madagascar als soundtrack (zie ook: Madagascar (album))
- 2006 - Een versie van Syndicate Of Law
- 2008 - De fans van voetbalclub Arsenal maakten een lied voor Emmanuel Eboué: 'I like Eboue-boue, I like eboue-boue, I like eboue-boue, you like EBOUE!

Ook werd het lied gebruikt in verschillende reclames:
- Engeland - kauwgom reclame voor chewits: 'I like to chew it, chew it!'
- Durex condooms: 'I like to do it, do it!'

## Prijzen
| Land      | Prijs        | Datum           | Verkochte albums |
| --------- | ------------ | --------------- | ---------------- |
| Frankrijk | Gouden plaat | 28 oktober 1994 | 250.000          |
| Duitsland | Gouden plaat | 1994            | 150.000          |
| Nederland | Goud         | 1994            | 40.000           |
| Engeland  | Zilver       | 1 maart 1994    | 200.000          |

## Hitnoteringen

### Nederlandse Top 40
| Hitnotering: 12-03-1994 t/m 16-07-1994 | Hitnotering: 12-03-1994 t/m 16-07-1994 | Hitnotering: 12-03-1994 t/m 16-07-1994 | Hitnotering: 12-03-1994 t/m 16-07-1994 | Hitnotering: 12-03-1994 t/m 16-07-1994 | Hitnotering: 12-03-1994 t/m 16-07-1994 | Hitnotering: 12-03-1994 t/m 16-07-1994 | Hitnotering: 12-03-1994 t/m 16-07-1994 | Hitnotering: 12-03-1994 t/m 16-07-1994 | Hitnotering: 12-03-1994 t/m 16-07-1994 | Hitnotering: 12-03-1994 t/m 16-07-1994 | Hitnotering: 12-03-1994 t/m 16-07-1994 | Hitnotering: 12-03-1994 t/m 16-07-1994 | Hitnotering: 12-03-1994 t/m 16-07-1994 | Hitnotering: 12-03-1994 t/m 16-07-1994 | Hitnotering: 12-03-1994 t/m 16-07-1994 | Hitnotering: 12-03-1994 t/m 16-07-1994 | Hitnotering: 12-03-1994 t/m 16-07-1994 | Hitnotering: 12-03-1994 t/m 16-07-1994 | Hitnotering: 12-03-1994 t/m 16-07-1994 | Hitnotering: 12-03-1994 t/m 16-07-1994 |
| Week                                   | 1                                      | 2                                      | 3                                      | 4                                      | 5                                      | 6                                      | 7                                      | 8                                      | 9                                      | 10                                     | 11                                     | 12                                     | 13                                     | 14                                     | 15                                     | 16                                     | 17                                     | 18                                     | 19                                     |                                        |
| -------------------------------------- | -------------------------------------- | -------------------------------------- | -------------------------------------- | -------------------------------------- | -------------------------------------- | -------------------------------------- | -------------------------------------- | -------------------------------------- | -------------------------------------- | -------------------------------------- | -------------------------------------- | -------------------------------------- | -------------------------------------- | -------------------------------------- | -------------------------------------- | -------------------------------------- | -------------------------------------- | -------------------------------------- | -------------------------------------- | -------------------------------------- |
| Nummer                                 | 30                                     | 19                                     | 11                                     | 7                                      | 3                                      | 2                                      | 2                                      | 2                                      | 1                                      | 1                                      | 1                                      | 1                                      | 2                                      | 4                                      | 5                                      | 10                                     | 15                                     | 25                                     | 39                                     | uit                                    |

### Mega Top 50
| Hitnotering: 19-03-1994 t/m 23-07-1994 | Hitnotering: 19-03-1994 t/m 23-07-1994 | Hitnotering: 19-03-1994 t/m 23-07-1994 | Hitnotering: 19-03-1994 t/m 23-07-1994 | Hitnotering: 19-03-1994 t/m 23-07-1994 | Hitnotering: 19-03-1994 t/m 23-07-1994 | Hitnotering: 19-03-1994 t/m 23-07-1994 | Hitnotering: 19-03-1994 t/m 23-07-1994 | Hitnotering: 19-03-1994 t/m 23-07-1994 | Hitnotering: 19-03-1994 t/m 23-07-1994 | Hitnotering: 19-03-1994 t/m 23-07-1994 | Hitnotering: 19-03-1994 t/m 23-07-1994 | Hitnotering: 19-03-1994 t/m 23-07-1994 | Hitnotering: 19-03-1994 t/m 23-07-1994 | Hitnotering: 19-03-1994 t/m 23-07-1994 | Hitnotering: 19-03-1994 t/m 23-07-1994 | Hitnotering: 19-03-1994 t/m 23-07-1994 | Hitnotering: 19-03-1994 t/m 23-07-1994 | Hitnotering: 19-03-1994 t/m 23-07-1994 | Hitnotering: 19-03-1994 t/m 23-07-1994 | Hitnotering: 19-03-1994 t/m 23-07-1994 |
| Week                                   | 1                                      | 2                                      | 3                                      | 4                                      | 5                                      | 6                                      | 7                                      | 8                                      | 9                                      | 10                                     | 11                                     | 12                                     | 13                                     | 14                                     | 15                                     | 16                                     | 17                                     | 18                                     | 19                                     |                                        |
| -------------------------------------- | -------------------------------------- | -------------------------------------- | -------------------------------------- | -------------------------------------- | -------------------------------------- | -------------------------------------- | -------------------------------------- | -------------------------------------- | -------------------------------------- | -------------------------------------- | -------------------------------------- | -------------------------------------- | -------------------------------------- | -------------------------------------- | -------------------------------------- | -------------------------------------- | -------------------------------------- | -------------------------------------- | -------------------------------------- | -------------------------------------- |
| Nummer                                 | 21                                     | 12                                     | 3                                      | 2                                      | 2                                      | 2                                      | 2                                      | 1                                      | 1                                      | 1                                      | 1                                      | 3                                      | 4                                      | 5                                      | 9                                      | 16                                     | 24                                     | 35                                     | 36                                     | uit                                    |